# Mooz Ro
Mooz Ro este un post de televiziune care aparține companiei MoozTV SRL și este distribuit în exclusivitate în rețelele Orange România și Orange Romania Communications . Postul emite numai muzică românească 24/24. Poate fi recepționat pe rețele de televiziune prin cablu și satelit menționate anterior sau online. 
Pe lângă Mooz Ro, compania mai deține și canalele Mooz Hits (hiturile actuale), Mooz Dance (muzică electronică & dance) și Mooz Dance HD (Mooz Dance în format HD).

## Lansare
Postul a fost lansat odată cu site-ul fostul Dolce TV actualul Orange Romania Communications, în aprilie 2011, postul nu a putut fi recepționat pe TV, doar online.
Din data de 8 august când Telekom Romania a adăugat câteva programe noi pe platforma digitală Dolce a lansat și postul Mooz Ro.

## Mooz 4K
Mooz 4K a fost o versiune 4K UHD a canalului Mooz Ro care a difuzat muzică românească. A fost lansat pe 31 octombrie 2020 iar momentan nu este preluat de niciun operator. Pe 18 octombrie 2021, Mooz 4K a fost închis.